# Plamen Andreev
Plamen Plamenov Andreev (in bulgaro Пламен Пламенов Андреев?; Sofia, 15 dicembre 2004) è un calciatore bulgaro, portiere del Racing Santander, in prestito dal Feyenoord.

## Carriera

### Club
Si è aggregato al settore giovanile del Levski Sofia nel 2018, all'età di 14 anni. Il 23 maggio 2021 ha ricevuto la sua prima convocazione con la prima squadra contro il Černo More Varna in Părva profesionalna futbolna liga, ed ha debuttato subentrando nel secondo tempo al titolare Nikolaj Mihajlov a soli 16 anni. L'anno seguente ha rinnovato il proprio contratto fino al 2024 ed ha giocato da titolare gli incontri di Coppa di Bulgaria, trionfando in finale contro il CSKA Sofia.
Nell'estate del 2022 è stato inserito al 22º posto nella classifica dei migliori calciatori nati nel 2004 pubblicata dal CIES.
A partire dalla stagione 2022-2023 è stato promosso a portiere titolare del club, di cui è anche diventato capitano.

### Nazionale
Ha giocato nelle nazionali giovanili bulgare Under-17, Under-19 ed Under-21.

## Statistiche

### Presenze e reti nei club
Statistiche aggiornate al 16 giugno 2023.
| Stagione        | Squadra         | Campionato      | Campionato | Campionato | Coppe nazionali | Coppe nazionali | Coppe nazionali | Coppe continentali | Coppe continentali | Coppe continentali | Altre coppe | Altre coppe | Altre coppe | Totale | Totale | Totale |
| Stagione        | Squadra         | Comp            | Pres       | Reti       | Comp            | Pres            | Reti            | Comp               | Pres               | Reti               | Comp        | Pres        | Reti        | Pres   | Reti   |        |
| --------------- | --------------- | --------------- | ---------- | ---------- | --------------- | --------------- | --------------- | ------------------ | ------------------ | ------------------ | ----------- | ----------- | ----------- | ------ | ------ | ------ |
| 2020-2021       | Levski Sofia    | 1L              | 1          | 0          | CB              | 0               | 0               |                    | -                  | -                  |             | -           | -           | 1      | 0      |        |
| 2021-2022       | Levski Sofia    | 1L              | 4          | -4         | CB              | 6               | -2              |                    | -                  | -                  |             | -           | -           | 10     | -6     |        |
| 2022-2023       | Levski Sofia    | 1L              | 33         | -20        | CB              | 1               | -2              | UECL               | 0                  | 0                  | SB          | 1           | -2          | 35     | -24    |        |
| Totale carriera | Totale carriera | Totale carriera | 38         | -24        |                 | 7               | -4              |                    | 0                  | 0                  |             | 1           | -2          | 46     | -30    |        |

## Palmarès

### Club

#### Competizioni nazionali
- Coppa di Bulgaria: 1

Levski Sofia: 2021-2022

### Individuale
- Miglior portiere del campionato bulgaro: 1

2023-2024